# Thomas Ritter (Fußballspieler)
Thomas Ritter (* 10. Oktober 1967 in Görlitz) ist ein ehemaliger deutscher Fußballspieler.

## Sportliche Laufbahn

### Vereinskarriere
In der Jugend spielte Thomas Ritter bei der ISG Hagenwerder, dort ab 1974 zunächst unter seinem Vater Gerd-Rainer, und ab 1980 für die SG Dynamo Dresden. Dort erkämpfte er sich sein erstes Renommee im Männerfußball in der Zweitvertretung der Dynamos in der DDR-Liga. Im Oberligateam spielte Ritter dreimal für die SGD und gehörte 1988/89 als nicht eingesetztes Kadermitglied zur Meistermannschaft unter Trainer Eduard Geyer. Sein Debüt in der höchsten Spielklasse des DDR-Fußballs hatte er bereits am 17. Spieltag 1986/87 gegeben: Beim 5:0-Auswärtssieg der Dresdener gegen die BSG Energie Cottbus wurde Youngster Ritter 13 Minuten vor Schluss für Routinier Reinhard Häfner eingewechselt.
Im Rahmen der 1989/90 eingeführten Gastspielgenehmigung, die einen schnellen Wechsel zwischen einem Oberliga- und einem Liga-Team möglich machte, lief der Verteidiger im Frühjahr 1990 für die TSG Meißen, nachdem er im Sommer 1989 zur BSG Fortschritt Bischofswerda gewechselt war. Für die Schiebocker bestritt der frühere Nachwuchsauswahlspieler sechs Spiele in der DDR-Oberliga im Wendejahr.
Nach seiner Ausdelegierung bei Dynamo im Vorwendesommer, die mit den Worten „unsozialistischer Lebenswandel“ in der Rückschau vom kicker beschrieben wurde, und trotz noch laufenden Vertrages in Bischofswerda ging Ritter noch vor der Wiedervereinigung nach Baden-Württemberg, wohin bereits sein Bruder Andreas nach dem Mauerfall gezogen war. Während er als Gärtner jobbte und erste Verhandlungen mit Profivereinen scheiterten, hält sich der ehemalige DDR-Oberligaspieler allein fit und überzeugte Trainer Rainer Zobel bei einem Test beim Zweitligisten Stuttgarter Kickers. Mit der Elf aus dem Waldau-Stadion gelang Thomas Ritter 1990/91 über die Relegation der Aufstieg in die 1. Bundesliga, dem allerdings der Abstieg folgte.
Im Sommer 1992 wechselte er zum 1. FC Kaiserslautern zusammen mit Trainer Zobel, der auch beim neuen Verein auf Ritter als Stammspieler setzte. Nach einem Trainerwechsel erreichte Ritter unter Friedel Rausch mit dem FCK in der Saison 1993/94 die Vizemeisterschaft. Ritter spielte in dieser Saison in 32 Partien, wobei er gegen Ende der Saison siebenmal als Einwechselspieler zum Einsatz kam. Während der Hinrunde 1994/95 eroberte er sich wieder seinen Stammplatz zurück. In der Saison 1995/96 erlitt er am 8. Spieltag einen Fußbruch. Dieses Spiel war sein letztes im Trikot des FCK. Er wechselte in der Winterpause zum Karlsruher SC, mit dem er 1998 in die 2. Bundesliga abstieg. Insgesamt bestritt er 175 Bundesligaspiele und erzielte dabei vier Tore. Mit dem KSC, dem er eine Spielzeit in der Zweitklassigkeit die Treue hielt, kam Ritter zwei Jahre zuvor bis ins Finale des DFB-Pokals, das er mit der Schäfer-Elf am 25. Mai 1996 gegen seinen ehemaligen Club aus Kaiserslautern mit 0:1 verlor.
Nach Vermittlung von Klaus Schlappners Sohn spielte Ex-Nationalspieler Ritter nach seinem Kurzaufenthalt beim SC Austria Lustenau in der Jia-B League, der zweiten chinesischen Spielklasse. Beim Changchun Yatai F.C. stand er für zwei Spielzeiten unter Vertrag. 2001/02 kehrte der frühere Erstligaprofi für fünf Partien in der drittklassigen Regionalliga zu den Stuttgarter Kickers zurück.
Zuletzt spielte Thomas Ritter beim Oberligisten Eider Büdelsdorf, bevor er nach Ende der Saison 2004/05 seine aktive Laufbahn beendete. Seitdem lebt er im schleswig-holsteinischen Fockbek, wo er noch einige Jahre für die 2. Männermannschaft des FC Fockbek in der Kreisklasse B spielte. Nach einem weiteren Vereinswechsel kam er in der Saison 2009/10 mehrfach in der Verbandsligaelf (6. Liga) des Rendsburger TSV zum Einsatz.

### Auswahlehren
Mit den Juniorenauswahlmannschaften der DDR wurde Thomas Ritter 1986 in Jugoslawien U-18-Europameister (3:1 gegen Italien) und 1987 Dritter der Junioren-Fußballweltmeisterschaft in Chile. In dieser Mannschaft spielte er in der Abwehr. Der Trainer bei beiden Turnieren war Eberhard Vogel. Nach dem EM-Titel beschrieb ihn das DDR-Fachblatt fuwo wie folgt: „Ein einsatz- und kopfballstarker Vorstopper, verstand sich mit Neitzel nahezu blind.“ Das Team um Matthias Sammer erhielt Ende 1986 im Rahmen einer Leserumfrage in der Kategorie Mannschaft vor den Schwimm- und Volleyballnationalmannschaften der Frauen die Auszeichnung Sportler des Jahres in der DDR. Im Frühjahr 1988 spielte Thomas Ritter in zwei Partien für die U-21 der DDR.
Zu seinem einzigen Einsatz in der deutschen Nationalmannschaft kam Ritter im Oktober 1993 beim 5:0-Sieg gegen Uruguay in Karlsruhe. Im Wildparkstadion wurde der Verteidiger in der 87. Minute für Stefan Effenberg eingewechselt und dadurch zum 753. Nationalspieler der DFB-Geschichte wurde. Seine vier Minuten im Nationaltrikot werden lediglich durch Bernd Martin unterboten, der 1979, damals beim VfB Stuttgart unter Vertrag, für drei Minuten auf dem Platz gewesen war.

## Berufliche Laufbahn
Nach Beendigung seiner sportlichen Laufbahn absolvierte er eine Ausbildung zum Erzieher für verhaltensauffällige Kinder und arbeitet seither in der Kinder- und Jugendhilfe.